# Micromus calidus
Micromus calidus är en insektsart som beskrevs av Hagen 1859. Micromus calidus ingår i släktet Micromus, och familjen florsländor. Inga underarter finns listade.